# Kuno Haberbusch
Kuno Haberbusch (* 22. Januar 1955 in Rastatt) ist ein deutscher Journalist.

## Leben
Nach dem Abitur begann Haberbusch sein Volontariat beim Badischen Tagblatt. Von 1976 bis 1979 studierte er Rechtswissenschaften an der Eberhard Karls Universität Tübingen und der Freien Universität Berlin (ohne Abschluss). Von 1979 bis 1981 war er Mitarbeiter bei den Stadtteil-Initiativen in Berlin-Kreuzberg. Außerdem war er Herausgeber des Häuserblockzeitung Süd-Ost-Express. 1981 wurde er freier Mitarbeiter bei der ARD. 1985 ging er als Redakteur zum Politmagazin Panorama (NDR), wo er von 1997 bis 2004 die Redaktionsleitung innehatte. Bis 2009 leitete er das Satiremagazin Extra 3 (NDR) und das Medienmagazin Zapp (NDR), anschließend ging er ins NDR-Ressort Dokumentation und Feature und war Redaktionsleiter von „Die Reportage“.
Haberbusch ist Mitglied des investigativen Journalistenverbandes Netzwerk Recherche und Juror des Henri-Nannen-Preises.

## Auszeichnungen
- 2002: Adolf-Grimme-Preis für Die Todespiloten
- 2006: Otto-Brenner-Preis (3. Preis) der Wissenschaftsstiftung der IG Metall (Redaktion Zapp)[5]
- 2007: Bert-Donnepp-Preis (Redaktion Zapp)[6]